# Thiel Techniek
Thiel Techniek B.V. is een bedrijf in Mierlo dat magazijnsystemen levert voor de metaalindustrie.
Het bedrijf is een van de bedrijven die door de familie Van Thiel zijn opgericht.

## Geschiedenis
Thiel Techniek is voortgekomen uit de in 1966 door Guido van Thiel, geboren 02-02-1934 te Helmond, opgerichte machinefabriek Deucon B.V. in Deurne. Nadat in 1985 Deucon failliet was gegaan is Guido, vanuit zijn woonhuis aan de Aarlerixtelseweg 12 in Helmond, Thiel Techniek als eenmanszaak gestart. In 1990 is, samen met de familie Smulders uit Gerwen, Thiel Techniek B.V. opgericht. Guido was de pionier op het gebied van handmatig bediende uitrol- en schuifladenstellingen voor zware producten. Sinds 1995 is Thiel Techniek 100% eigendom van de Smulders Group. Guido stierf op 09-01-1997. Thiel Techniek is failliet gegaan in 2012.